# Ибн Абу Шейба
Абу Бакр ‘Абдуллах ибн Мухаммад аль-‘Абси, более известный как Ибн Абу́ Ше́йба (араб. ابن أبي شيبة‎; 775, Эль-Куфа, совр. Ирак — 849, там же) — мусульманский богослов, хадисовед, хафиз, автор сборников хадисов и толкований Корана.

## Биография
Его полное имя: Абу Бакр ‘Абдуллах ибн Мухаммад ибн Ибрахим (аль-Кади Абу Шейба) ибн ‘Усман аль-‘Абси аль-Куфи. Родился в религиозной семье. Он является братом другого мусульманского богослова — ‘Усмана ибн Абу Шейбы, отцом хафиза Ибрахима ибн Абу Бакра и дядей хафиза Мухаммада ибн ‘Усмана. Его дед был судьёй (кади) Васита, но считается слабым (да‘иф) передатчиком хадисов.
С ранних лет обучался мусульманским наукам. Учился в ар-Русафе, путешествовал «в поисках знаний» и умер в Куфе после пребывания некоторого времени в Багдаде. Он был учеником ‘Абдуллаха ибн аль-Мубарака, Суфьяна ибн Уяйны, Ваки ибн аль-Джарраха, Яхьи аль-Каттана, Исма‘ила ибн Айяша и многих других улемов в Ираке и Хиджазе. От него передавали хадисы: Мухаммад ибн Са‘д аль-Катиб, Ахмад ибн Ханбаль, Абу Зура ар-Рази, Абу Бакр ибн Абу Асим, Абу Яаля аль-Мавсили, Джа‘фар аль-Фарьяби, Абуль-Касим аль-Багави, Ибн Маджа и другие. Его ровесник Ахмад ибн Ханбаль говорил: «Абу Бакр (ибн Абу Шейба) правдивый, и он любимей мне, чем его брат ‘Усман».
По сообщению аль-Бухари, Абу Бакр ибн Абу Шейба скончался в месяце Мухаррам 235 года по хиджре (849 год).
Является автором книг, некоторые из которых перечислены в Фихристе:
история
- Китаб ат-Тарих;
- Китаб Джамаль;
- Китаб Сиффин;
- Китаб аль-Фитан;
- Китаб аль-Футух[3].

прочие
- Китаб аль-Мусаннаф (Муснад);
- Китаб ас-Сунан фи-ль-фикх;
- Китаб ат-Тафсир[3];
- Китаб аль-Иман;
- Китаб аль-Адаб.